# Rim'K
Pour les articles homonymes, voir Brahimi.
Rim'K, de son vrai nom Abdelkarim Brahmi, né le 21 juin 1978 à Paris,, est un rappeur, chanteur et producteur franco-algérien ayant grandi à Vitry-sur-Seine dans le Val-de-Marne
Il marque les années 90 et 2000 aux côtés du collectif Mafia K'1 Fry et du groupe 113, notamment avec les albums La cerise sur le ghetto et Les Princes de la ville, considérés comme des œuvres majeures du rap français.
En parallèle, il entame une carrière solo à partir de 2004 avec l'album L'Enfant du pays, certifié disque d'or, suivi par une dizaine d'autres projets musicaux.
Il participe à la cérémonie d'ouverture des Jeux olympiques de Paris en 2024.

## Biographie

### Jeunesse et débuts avec 113 (1994-1998)
Rim'K, de son vrai nom Abdelkarim Brahmi, est né le 21 juin 1978 à Paris dans une famille d'origine kabyle algérienne.
En 1994, il forme le groupe 113 avec deux amis d'enfance, Mokobé et AP. Le nom du groupe est une référence au numéro du bâtiment où ils passent leur jeunesse, la cité Camille Groult à Vitry-sur-Seine. Les trois membres de 113 font également partie du collectif Mafia K'1 Fry.
En 1998, le groupe publie Ni barreaux, ni barrières, ni frontières, leur premier EP, qui rencontre un grand succès critique et permet d’installer le nom du groupe au sein de la scène rap français. Le titre Truc de fou, en collaboration avec Doudou Masta, est leur première chanson diffusé en radio, notamment sur Skyrock,.

### Les Princes de la ville(1999)
Le 22 octobre 1999, le 113 publie son premier album intitulé Les Princes de la ville, qui l'installe comme un groupe majeur du rap français.
Pour le journaliste Raphaël Da Cruz sur l'Abcdr du son, l'album et en particulier son titre éponyme « cristallise l’état d’esprit d’une génération », frustrée par un système incompatible, tout en restant « rempli d'optimisme », appelant à utiliser ses racines « comme moteur d’ambition sociale et existentielle ».
Le morceau Tonton du Bled, interprété en solo par Rim'K, rencontre un succès considérable et acquiert un statut culte,, au point d'être étudié en cours de musique dans certains collèges plus de vingt ans après sa sortie.
Le 113 devient un phénomène populaire, popularisant notamment l'expression « ouais gros » avec le morceau du même nom. Avec Les Princes de la ville, le groupe remporte deux Victoires de la musique en 2000, dans les catégories meilleur album rap/reggae ou groove et révélation de l’année (tous styles confondus). Pour l'occasion, Rim'K interprète Tonton du Bled sur la scène du Zénith de Paris, où le groupe rentre au volant d'une Peugeot 504 semblable à celle présente dans le clip du morceau.
À cause de problèmes de droit d'auteur sur les morceaux samplés dans l'album (Marvin Gaye, Curtis Mayfield, ou encore Ahmed Wahby), Les Princes de la ville est retiré de la vente à partir de 2009. En octobre 2024, Rim'K annonce avoir racheté les bandes d'enregistrement originales, et espère voir l'album de nouveau disponible pour la fin de l'année si ses avocats réussissent à résoudre les problèmes de droits.

### 113 fout la merde(2002-2003)
Le 12 mars 2002, 113 sort son deuxième album, 113 fout la merde, qui atteint la septième place des Charts français où il reste classé 17 semaines. Il est certifié disque d’or un mois après sa sortie.
DJ Mehdi, producteur de l'album, a l'idée de faire intervenir Thomas Bangalter des Daft Punk sur le titre éponyme. Cette collaboration, jugée hautement improbable, se fait alors que le duo de french touch gagne une renommée mondiale avec l'album Discovery et refuse systématiquement les propositions de collaborations, et à une époque où les mélanges entre rap et musique électronique sont rarissimes. Malgré cela, l’album ne rencontre pas le même succès que Les Princes de la ville.
Le 8 avril 2003, l'album est réédité sous le titre 113 Dans l’urgence, contenant 6 inédits et un remix. La réédition est notamment portée par le single Au Summum, qui compte parmi les tubes de l’été 2003.

### Débuts en solo (2004)
Rim'K sort son premier album solo le 22 mars 2004, intitulé L'Enfant du pays, sur lequel il produit la majorité des titres avec l'ingénieur du son Mooch. En parallèle, il crée son label Frenesik Industry, sur lequel 113 sort la compilation Illégal Radio en novembre 2006, rassemblant divers « rappeurs de rue » des années 2000 dont Seth Gueko, Alpha 5.20, Sefyu ou encore Sinik.
En novembre 2005, 113 sort son troisième album, 113 Degrés, sur lequel apparaissent Booba, Le Rat Luciano, Buju Banton ou encore le groupe américain Mobb Deep. Les interludes sont énoncées par les voix françaises de Robert De Niro et Al Pacino.
Rim'K poursuit sa carrière en solo avec les albums Famille Nombreuse en novembre 2007 et Chef de famille en juin 2012. Le 29 juin 2009, il sort la compilation Maghreb United, regroupant une trentaine d'artistes de France et du Maghreb, dans un mélange de rap et de musique orientale.
En décembre 2010, 113 sort son quatrième et dernier album en date, Universel, où apparaissent notamment Amel Bent, Cheb Bilal, Benjamin Biolay, Magic System et Flavor Flav.

### Suite en solo (2016-2025)
Après plus de 10 ans en indépendant sur son label Frenesik, Rim'K signe en 2015 chez Millenium Barclay. Avec la sortie de l'album Monster Tape en janvier 2016, enregistré en partie au légendaire studio Patchwerk (en) à Atlanta, le rappeur entame une nouvelle phase de sa carrière solo en explorant des sonorités plus modernes et en collaborant avec la nouvelle génération d’artistes,. Il poursuit avec Fantôme en mars 2017, où sont invités SCH, S.Pri Noir, Sadek et Lartiste, puis avec Mutant en septembre 2018, sur lequel figurent Ninho, Vald, YL et AP. Ces trois albums rencontrent un large succès, obtenant respectivement les certifications or, platine et platine, tandis que le single Air Max avec Ninho devient l'un des plus gros succès de sa carrière, certifié single de diamant sept mois après sa sortie.
Les EPs Midnight en avril 2020 et ADN en février 2021 confirment son statut de « fer de lance de l'ancienne génération », grâce à des collaborations avec Koba LaD, SCH, Dadju, Hamza, Leto, PLK ou encore DA Uzi. Rim'K poursuit avec d'autres formats courts, comme Lifat Mat en 2024 et RUN en 2025, où il privilégie encore une fois les collaborations intergénérationnelles en s'associant à Kekra, Zamdane, Tif, Sofiane Pamart, TH ou encore SDM.

## Cérémonie des Jeux Olympiques de Paris (2024)
En juillet 2024, il interprète le titre inédit King lors de la cérémonie d'ouverture des Jeux olympiques de Paris. Il explique par la suite qu'il était initialement prévu qu'il chante Les Princes de la ville, mais que cela n'a pas été possible en raison des problèmes de droit d'auteur liés au sample du morceau.
Le 14 septembre, lors de la Parade des Champions, concert de clôture des jeux olympiques et paralympiques, il se produit devant l'Arc de Triomphe où il interprète King et Tonton du Bled. À cette occasion, il rend un hommage à son ami disparu DJ Mehdi, qui a composé le morceau.

## Cinéma

### Il était une fois dans l'Oued
Film inspiré du morceau Tonton du Bled, d’après une idée du 113 Il était une fois dans l'Oued est un film réalisé par Djamel Bensalah sorti en 2005. Le scénario est co-écrit par Rim’k, Djamel Bensalah, Gilles Laurent, Mokobé et AP. Le rôle principal est interprété par Julien Courbey.
Le film, dont le titre est une référence évidente au film Il était une fois dans l'Ouest de Sergio Leone, raconte l'histoire d'un jeune Français convaincu de son origine maghrébine et qui profite du mariage d'un copain pour partir s'installer en Algérie.
Il était une fois dans l'Oued obtient 876 855 entrées en France et 28 674 entrées en Belgique. Il récolte au total 5 611 887 euros, pour une rentabilité de 114 %.
Le morceau de Rim’k Partir Loin en collaboration avec Reda Taliani , présent dans l’album 113 Degrés, reprendra des images du film dans son clip.

## Discographie

### EP et singles
- 2004 : Rachid System
- 2008 : Clandestino
- 2008 : Club E.P
- 2020 : Midnight
- 2021 : ADN
- 2024 : Lifat Mat
- 2025 : RUN

### Collaborations
- 1997 : Liens sacrés (avec Mafia K'1 fry)
- 1998 : Ni barreaux, ni frontières, ni barrières (avec 113)
- 1999 : Légendaire (avec Mafia K'1 fry)
- 1999 : Les Princes De La Ville (avec 113)
- 2002 : 113 Fout La Merde (avec 113)
- 2003 : La Cerise Sur Le Ghetto (avec Mafia K'1 fry)
- 2003 : 113 Dans L'urgence (avec 113)
- 2005 : 113 Degrés (avec 113)
- 2007 : Jusqu'à la mort (avec Mafia K'1 fry)
- 2007 : Jusqu'à la mort réédition (avec Mafia K'1 fry)
- 2010 : Universel (avec 113)

### Apparitions
- 1999 : Le Micro brise le silence : Rap de Maghrébin (participation M.B.S)
- 2003 : Gravé Dans La Roche : Panam all starz (feat. Haroun, Manokid Mesa, L'Skadrille, Sinik, Diam's, Salif Zoxea, Tandem, AP, Akéto, Tunisiano & Blacko)
- 2004 : Street Lourd : Haute criminologie (feat. Lino)
- 2005 : Autopsie Vol. 1 : Banlieue (feat. Booba)
- 2005 : Double Face 6 : Avec le cœur (feat. Assia)
- 2006 : B.O du film Sheitan : Bucarest
- 2007 : Interdit : Q.H.S (feat. Bazooka)
- 2007 : Cracheur de venin : Venimeuz (feat. Aketo & Zesau)
- 2008 : Bolide : O.G.M (feat. Dosseh)
- 2008 : Prolongation : Capitale du crime feat. Salif
- 2008 : Département 94 : 94 VMA
- 2008 : Drive-by en caravane : Le bruit du Pe Pon (feat. 25G, Hamza & Seth Gueko)
- 2008 : Fait 13 attention : On mord pas, on dévore (feat. Black marché)
- 2008 : B.O Mesrine : L'instinct de mort (feat. Lino)
- 2008 : Code Urb'1 / Naturellement costaud (feat. O'Rosko & Azzdivin)
- 2008 : Génération (feat. Kazkami & AP)
- 2008 : Le son des halls Vol. 1 : Bienvenue (feat. Ademo)
- 2009 : La Connexion : La vie nous a balafré (feat. Azad)
- 2011 : B.O Halal Police d'État - Chouff
- 2012 : Lacrim feat. Rim'K & Mister You - Yes We Can sur la mixtape Faites entrer Lacrim
- 2012 : Mister You feat. Rim'K - La vie d'artiste sur l'album MDR 2
- 2014 : DJ Hamida feat. Lartiste, Kayna Samet & Rim'K - Déconnectés sur la compilation À la bien mix party 2014
- 2014 : DJ Kayz feat. Rim'K, Jul & Dieselle - Jnouné sur l'album Paris Oran New York
- 2015 : Lartiste feat. Rim'K - L'Héritier sur l'album Fenomeno
- 2017 : Hooss feat. Rim'K - Capritour sur l'album Temps plein
- 2017 : Naps feat. Rim'K - Le sens des affaires sur la mixtape En équipe, Vol. 1
- 2019 : Mister You feat. Rim'K - Fatalité sur l'album Hasta la Muerte
- 2019 : Leto feat. Rim'K - Tu déconnes sur la mixtape Trap$tar 2
- 2019 : SCH feat. Rim'K - Solitude sur l'album Rooftop
- 2020 : Caballero & JeanJass feat. Rim'K - Yellow sur la mixtape High & Fines Herbes
- 2020 : PLK feat. Rim'K - Toutes générations sur l'album Enna
- 2020 : YL feat. Rim'K - Kush sur l'album Compte de faits
- 2021 : Vladimir Cauchemar - Brrr (feat. Laylow & Rim'K)
- 2022 : Soolking feat. Rim'K - Lela sur l'album Sans visa
- 2023 : Caballero & JeanJass feat. Rim'K & Soso Maness - Donut sur la mixtape High & Fines Herbes - Saison 2
- 2023 : Jwles & Bob Marlich feat. Rim'K - Unique sur l'EP Histoire vraie
- 2023 : Rim'K & Zkr - HEAVYWEIGHT sur l'album Miel du média Raplume
- 2024 : Demi Portion feat. Rim'K - Normal sur l'album Poids Plume
- 2024 : Tif & Sofiane Pamart feat. Rim’K - Tant pis sur l'EP Lifat Mat
- 2024 : Jul feat. Rim'K - Avec tonton sur l'album Décennie
- 2024 : Infinit' feat. Rim'K & Alpha Wann - McGregor sur l'album 888

## Clips
- 2000 : Les Princes de la ville (participation AP)
- 2000 : Tonton du bled
- 2000 : Jackpotes 2000 (participation AP, Mokobé et J-Mi Sissoko)
- 2002 : 113 fout la merde
- 2003 : Au summum (participation 113)
- 2003 : Banlieue (participation Booba)
- 2003 : Pour Ceux (participation Karlito, OGB, Intouchable, Rohff, AP, Manu Key) (réalisé par Kourtrajmé)
- 2003 : Rabzouz (participation Demon One, OGB et Selim du 94)
- 2004 : Boozillé
- 2004 : Rachid System (participation Zahouania) (Clip Réalisé Par OCM)
- 2004 : Par tradition (participation Karl the Voice) (réalisé par J.G. Biggs)
- 2005 : Marginal (participation 113)
- 2005 : On sait l'faire (participation 113, Le Rat Luciano et Booba)
- 2005 : Le couloir de la mort (participation AP) (réalisé par Ervin et Boris ; contient une scene du clip Boozillé)
- 2005 : Portrait
- 2006 : Illegal
- 2006 : Partir Loin (participation Reda Taliani)
- 2006 :  Jour de paix (participation 113 et Blacko)
- 2006 : Trop Puissant (participation 113)
- 2007 : Tu vois (participation AP et Intouchable)
- 2007 : L'espoir des Favelas (réalisé par Chris Macari)
- 2007 : Clandestino (participation Mohamed Lamine et Sheryne)
- 2008 : Parloir fantôme (participation Sefyu) (réalisé par Chris Macari)
- 2008 : Au cœur des Conflits (participation Sana Du G-huit)
- 2008 : Terrain Vague (participation AP) (réalisé par Chris Macari)
- 2009 : Celebration (participation Jamel Debbouze, 113, Awa Imani)
- 2009 : Chez toi c'est chez moi (participation Nessbeal) (réalisé Par AV)
- 2009 : Célébration Remix (participation Reda Taliani, 113)
- 2009 : Au-delà des Apparences (participation Kenza Farah)
- 2010 : Ghetto poursuite
- 2010 : Monster (participation Kool Shen)
- 2010 : Dinguerie (participation 113)
- 2010 : We Be Hot (participation 113)

(participation 113)
- 2010 : Aie aie aie (participation 113)
- 2010 : Demain j'arrête (participation 113)
- 2010 : On pense à vous (113 participation Amel Bent)
- 2011 : Une prise (participation 113)
- 2011 : Arabia Remix All Stars (participation Tunisiano, Sinik, Médine, Mokless, Haroun, Leck, L'Algérino, Bakary, Mister You, Reda Taliani et Aketo)
- 2011 : Shalom Salam Salut (participation Seth Gueko)
- 2011 : La Symphonie des Chargeurs (participation Fababy)
- 2011 : Von Frankfurt bis nach Paris (participation Haftbefehl)
- 2011 : Frenesik laboratoire (participation Derder)
- 2011 : Sin City (participation Derder)
- 2011 : Hors-norme (participation Derder)
- 2011 : Inchallah (participation Reda Taliani et Grand Corps Malade)
- 2012 : Portrait Robot (réalisé par Chris Macari)
- 2012 : Classico (réalisé par Chris Macari)
- 2012 : Tonton Music Club (Follow the Boss) (participation Francisco) (réalisé par J.G Biggs)
- 2012 : On reste fiers (participation Kader Japonais et DJ Kayz)
- 2012 : Addict (réalisé par J.G Biggs)
- 2013 : Insomniak Freestyle (Vitry)
- 2013 : Demain j'arrête... pas (participation AP) (réalisé par Threzor Eilhs)
- 2014 : CAC 40
- 2014 : Avec du recul
- 2014 : Vitryo de Janeiro
- 2014 : Rachid System Awards (participation Zahouania)
- 2014 : Mafiosi
- 2014 : Le Boulot
- 2015 : Action
- 2015 : Big fumée (participation AP)
- 2015 : Tuk Tuk
- 2015 : Seul
- 2015 : Fou
- 2016 : Pattaya (bande originale du film) (participation AP)
- 2016 : Stupéfiant (participation Lacrim)
- 2016 : Vida Loca (participation Lartiste)
- 2016 : Alien (participation Alonzo)
- 2016 : Cellophané (réalisé par Cedrick Cayla)
- 2016 : Enfant soldat (réalisé par Cedrick Cayla)
- 2017 : Hitch (participation Sadek) (réalisé par Cedrick Cayla)
- 2017 : Personne (réalisé par Cedrick Cayla)
- 2017 : Room Service (réalisé par Cedrick Cayla)
- 2017 : Fantôme (réalisé par Cedrick Cayla)
- 2017 : 500€ (réalisé par Cedrick Cayla)
- 2017 : Mama Nostra (participation Lartiste)
- 2017 : Contrefaçon (réalisé par Cedrick Cayla)
- 2017 : Cartel (réalisé par Cedrick Cayla)
- 2017 : Rose Noire (réalisé par Cedrick Cayla)
- 2018 : Code 187 (participation Doki)
- 2018 : Cruel (réalisé par La Bougie Films)
- 2018 : Air Max (participation Ninho) (réalisé par La Bougie Films)
- 2018 : Drugstore (réalisé par La Bougie Films)
- 2018 : Immigri (participation YL) (réalisé par La Bougie Films)
- 2018 : Fratello (réalisé par La Bougie Films)
- 2018 : DeLorean (participation Vald)
- 2018 : Bonhomme de neige (réalisé par Cedrick Cayla)
- 2019 : Cactus (réalisé par La Bougie Films)
- 2019 : Turbo
- 2020 : Valise (participation Koba LaD, SCH)
- 2020 : Rose Rouge (participation Dadju) (réalisé par William Thomas)
- 2020 : Midnight (réalisé par William Thomas)
- 2020 : Warning
- 2020 : Kush (participation YL) (réalisé par Htag et Chico Luciani)
- 2021 : V (participation Vity All Star) (réalisé par Ervinprod)
- 2021 : Cosmos (participation PLK) (réalisé par William Thomas)
- 2021 : Benzo (participation Hamza & Leto) (réalisé par William Thomas)
- 2021 : Papel (participation Morad) (réalisé par KamelGondry)
- 2022 : Iceberg
- 2022 : Drama
- 2023 : Metaverse (participation Freeze Corleone)
- 2023 : Loup Blanc
- 2023 : Cicatrice (participation Zamdane)
- 2023 : Allô
- 2024 : Go (participation Kekra)

### Apparitions dans les clips
- 2002 : Kery James - 2 issues
- 2003 : Mafia K'1 Fry - Balance
- 2005 : Seth Gueko - Patate de forain (participation Sefyu)
- 2006 : Médine - Rappeur de force
- 2007 : Seth Gueko - Guigui golden gun

## Filmographie
- 2009 : Banlieue 13 : Ultimatum : trafiquant de Ming
- 2012 : Les Kaïra : lui-même
- 2016 : Pattaya : propriétaire de l’hôtel
- 2020 : 30 jours max : lui-même
- 2020 : Validé : lui-même